# Chacra Monte
Barrio Chacra Monte es un barrio ubicado dentro del ejido de la localidad del municipio de General Roca, Departamento General Roca, provincia de Río Negro, en la Patagonia argentina. Se encuentra ubicada a 1,5 km al sur de la ruta nacional 22 y a 1 km al oeste de la ruta provincial 6. Está enclavada dentro de la zona de chacras del Alto Valle del río Negro, separada 4 km (a noviembre de 2006) del borde de la aglomeración principal de General Roca y a 7 km de su centro. A noviembre del año 2006 el barrio ocupaba la mayor parte de un rectángulo de 1000 por 500 metros. Es importante recordar que estas dimensiones cambian con el crecimiento de las aglomeraciones. 
Coordenadas geográficas: 39°3′10″ S 67°38′ O

## Historia
El predio que ocupa el barrio, denominado chacra 184, fue donado a su primer dueño como premio militar a principios del siglo XX y a partir de entonces tuvo 8 o 10 dueños, alguno de ellos residente en el exterior, quienes lo adquirían solo con fines especulativos. El predio se mantuvo desde el año 1940, como un "monte", es decir, tierra sin cultivar. 
Diversas corrientes de inmigración, pobladores y trabajadores la emparejaron y la habitaron levantando casas. Las gestiones de expropiación se inician en los años 1958-59. Para el año 1973 había casi 700 personas y algunos de ellos tenían más de 30 años de residencia. El 12 de julio de 1973, se sanciona la ley 831 por la cual se expropian las tierras de la chacra: un predio de 100 hectáreas (1000 x 1000 metros) del que la gente ocupaba la parte sur. 
La dictadura militar de los años siguientes, derogó dicha ley y en 1979 el antiguo dueño de la chacra, cede 10 hectáreas en el cuadrante noroeste, lo que implicaba el desalojo de los habitantes.
El 1 de julio año 1985, por ley N.º 1987 se vuelve a expropiar la chacra. La denominación del asentamiento era Chacra de Monte.

## Población
Contó con 1,900 habitantes (Indec, 2010), lo que representó un incremento del 47% frente a los 1,293 habitantes (Indec, 2001) del censo anterior. La disminución de la población entre 1980 y 1991 puede deberse a la inestabilidad jurídica de las tierras que se describe en la sección Historia.
El censo 2022 registró una población de 3657 habitantes que se repartieron entre 1845 hombres y 1812 mujeres. Sin embargo, las cifras obtenidas fueron estimativas solo teniendo en cuenta a la población en viviendas particulares; es decir, excluyendo del dato a la población institucional y las personas sin hogar. Gracias a este censo también fue posible conocer su densidad y tamaño urbano.
| Gráfica de evolución demográfica de Chacra Monte entre 1980 y 2022 |
|                                                                    |
| Fuente: Censos nacionales del INDEC                                |